# Магомедов, Дадав
Дадау (Дадав) Магомедов (Магометов) (1863, Кумторкала, Дагестанская область, Российская империя — 1926, Кумторкала, Дагестанская АССР, РСФСР, СССР) — кумыкский народный поэт-импровизатор и исполнитель на агач-кумузе. Первый народный поэт Дагестана. Кустарь по металлу и дереву. Активный участник крестьянского движения 1905, революционный партизан в эпоху Гражданской войны; первый в Дагестане сельский корреспондент. По национальности — кумык.

## Биография
С юных лет Магомедов был известен как народный поэт-импровизатор и исполнитель песен на агач-кумузе. Очень рано Магомедов стал известен в округе как редкий мастер по металлу и дереву. Его дореволюционное творчество стоит в одном ряду с творчеством таких дагестанских поэтов-отходников, как Гаджи Ахтынский, Магомед из Тлоха, Азиз Иминагаев и другие. Более известен он стал как революционный певец, песни которого распевались крестьянами, особенно молодежью. Дадав принимал активное участие в крестьянском движении накануне революции 1905 года. В 1917 Магомедов находится в первых рядах революционных борцов, избирается первым председателем сельсовета. Произведения Магомедова в своё время распространялись не только в устной форме, но и в форме прокламаций и революционных листовок. В годы революций и гражданской войны его стихотворения публиковались на страницах большевистской печати, газет «Ишчи халкъ» («Рабочий народ»), «Ал байракъ» («Алое знамя»), а в советское время - на страницах газеты «Ёлдаш» («Товарищ»). Во время разгула белогвардейщины он вместе с партизанами скрывается в горах и лесах. С 1920 года после победы Красной армии и введением в Дагестане советской власти он стал первым в Дагестанской АССР сельским корреспондентом. На протяжении 20 лет в своих песнях Дадав призывал бедноту к борьбе, в дни реакции восхвалял ушедших на каторгу революционеров. Он был известен под псевдонимом «Красный поэт». В период белогвардейского господства на территории Дагестан он вёл подпольную агитацию за решительную борьбу с контрреволюцией, за победу коммунизма. Его песни были близки по содержанию и языку горской бедноте, которая его очень любила. Не будучи членом коммунистической партии, он однако целиком отдался делу коммунизма. Бывший кустарь, потерявший все свое состояние во время гражданской войны, уже больной, вместе со своим сыном Умаром уходит в дальний аул (на реке Сулак), где ведет жестокую борьбу за существование, после чего возвращается в родной аул, чтоб снова петь новые бодрые песни. Двадцатилетие первой русской революции Магомедов считает самой великой радостью своей жизни. Вскоре после этого «светлого дня» — годовщины революции 1905 — Дадав умер. В 1930-е годы был потерян большой сборник стихотворений поэта, предназначенный для издания по инициативе Джелал-эд-Дина Коркмасова. В 1935 году в руководство Союза писателей Дагестана пришёл Юсуп Гереев, которому был передан солидный рукописный том стихотворений и песен Дадава Магомедова. Юсуп Гереев, вдохновленный чтением рукописи и после неоднократной встречи со старшим сыном Дадава Умаром, после ознакомления с семейным архивом Магомедовых на страницах газеты «Дагестанская правда» 6 января 1935 года опубликовал большую статью под названием «Певец из революционной Кумторкалы».

## Почетные звания
На основании постановления Совнаркома ДССР от 21 октября 1925 г. под № 4423 Дадаву Магометову было вручено удостоверение, подтверждающее присвоение ему высокого звания народного поэта Дагестана. Удостоверение подписано Председателем Совета Народных Комиссаров Дагестанской АССР Джелал-эд-Диномм Коркмасовым и управляющим Делами Совета Народных Комиссаров Дагестанской АССР.

## Некоторые произведения
- «Письмо Азиму»
- «Чего нужно ждать от сборища шайтанов»
- «Когда истек 1918 год»
- «Когда пришел в Дагестан Бичерахов»
- «Умсалимат была как цветок, еще не успевший выбиться из почки»